# 马克卿
马克卿（1955年10月—），女，祖籍山东龙口，生于天津，大学毕业，中华人民共和国外交官。

## 生平
马克卿曾就读于天津外国语学校，当时学习的是英语。1970年代，中华人民共和国选派外国语学校学生分批出国学习非通用语。1973年，马克卿被选派去芬兰赫尔辛基大学学习芬兰语。据她回忆，前往芬兰前，她完全没有芬兰语基础，飞机着陆之后才第一次听到芬兰语。1976年，她回国加入中华人民共和国外交部，成为外交官。她先后在外交部西欧司、驻芬兰大使馆交替任职。1996年，任驻芬兰大使馆参赞。2001年，任外交部西欧司副司长。2004年，任外交部欧洲司副司长。2006年5月，出任中华人民共和国驻芬兰大使。2009年，任外交部机关党委常务副书记。2012年1月，出任中华人民共和国驻菲律宾大使。2014年2月，出任中华人民共和国驻捷克大使。2018年8月，自驻捷克大使离任退休。2020年1月，任中国太平洋经济合作全国委员会常务副会长。

## 家庭
已婚，有一女。